# Шмидт, Карл Карлович
Карл Карлович Шмидт (9 (21) декабря 1866, Санкт-Петербург — 8 августа 1945, Магдебург) — русский архитектор немецкого происхождения, представитель «кирпичного стиля» и раннего модерна. Известный филателист.

## Биография

### Детство и годы учёбы
Карл Шмидт родился 21 декабря 1866 года в Санкт-Петербурге в семье русских немцев Карла Фридриха и Ольги Елены Шмидт; по материнской линии приходился племянником живописцу Карлу Венигу. Его отец родился в Германии, и незадолго до рождения сына приехал в Россию в поисках работы инженера.
Карл учился в немецкой гимназии Петришуле с 1877 по 1886 год, когда по совету школьного товарища Вильгельма Шёне (также будущего архитектора) начал посещать курсы в училище Штиглица. Там он увлёкся рисованием и решил стать архитектором.
В 1887 году, после успешного окончания Петришуле, Шмидт поступил в петербургскую Академию художеств. Здесь он добился внимания со стороны педагогов, получив за свои работы несколько малых золотых и серебряных медалей. Строительный сезон 1890—1891 годов Шмидт провел на практике в Москве у профессора А. Н. Померанцева. Юный Карл Шмидт вместе с другими студентами выполнял чертежи и другую мелкую работу для проекта Верхних торговых рядов.
В том же 1891 году Карл Шмидт успешно выдержал выпускные экзамены и должен был получить большую золотую медаль. Однако из-за скандала, связанного с учебными реформами вице-президента Академии художеств графа И. И. Толстого, Шмидт остался без медали и связанной с ней стипендии.
В 1894 году Шмидт посетил Италию, Германию, Францию, Англию, где изучал местную архитектуру.

### Работа
В 1895 году Карл Шмидт устроился в архитектурное бюро Померанцева. Уже к 1896 году относятся первые самостоятельные постройки молодого архитектора, а в 1897 году Шмидт ушёл от Померанцева и решил работать самостоятельно.
В ноябре 1897 года Карл Шмидт обвенчался в Твери с Эрикой Иоганзен. Тогда же Шмидту предложили заняться крупным проектом — постройкой Александринского женского приюта в Петербурге. Большое нарядное здание, облицованное жёлтым и красным кирпичом, было закончено в 1899 году. Оно представляет собой произведение поздней эклектики, соединяющее «кирпичный стиль» и элементы неоготики. В это же время Шмидт возвёл особняк Тиса в том же духе.
В 1899 году Шмидт построил здание для фирмы Карла Фаберже в центре города. Фасад облицован полированным и «грубым» гранитом и также носит готические черты. Интерьеры более близки стилю модерн. Знаменитый ювелир Карл Фаберже приходился архитектору двоюродным дядей. В 1901—1902 годах Шмидт построил для Фаберже дачу в Левашово (перестроена по проекту Ивана Гальнбека в 1908—1910 годах).

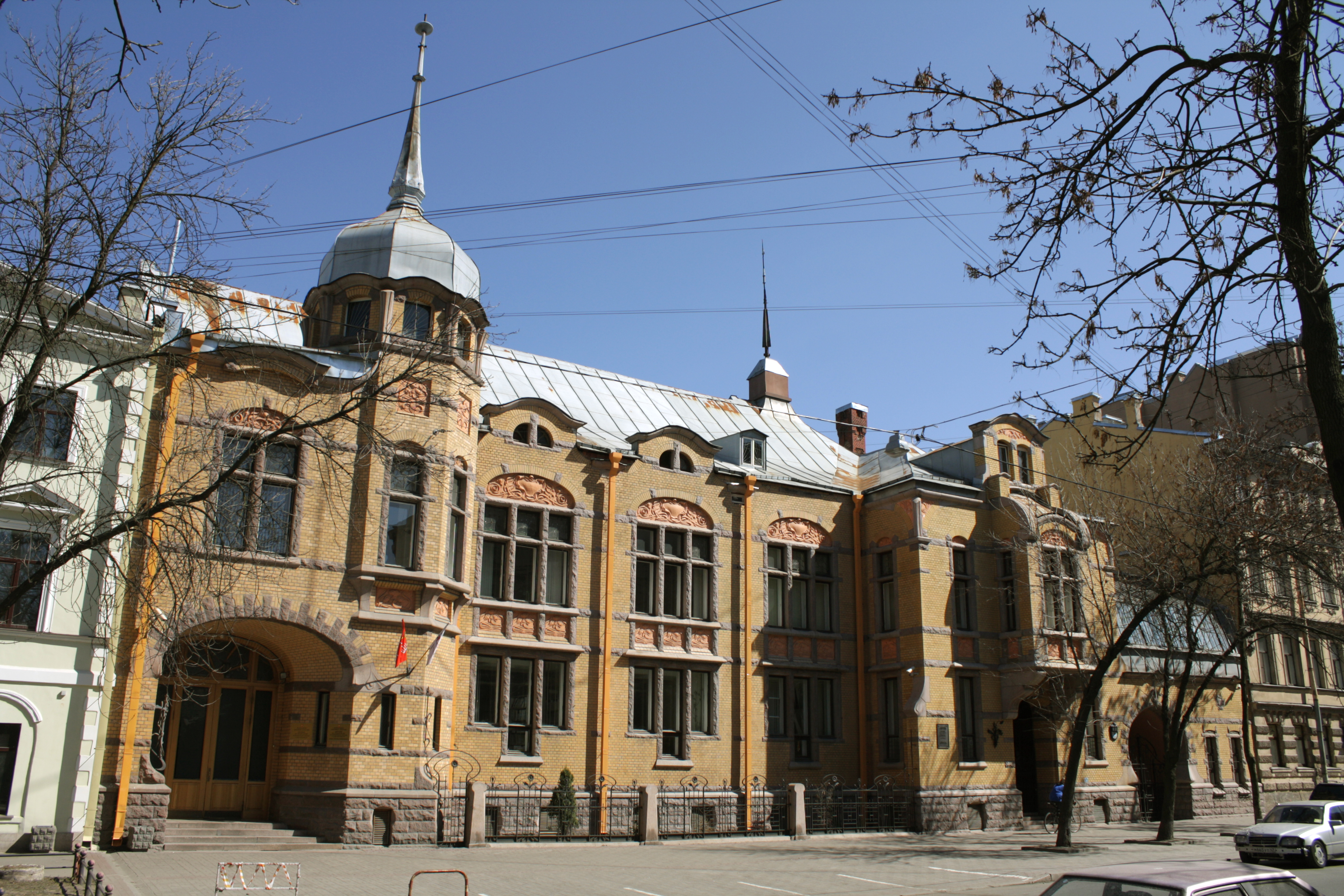
Особняк П. П. Форостовского на 4-й линии В. О., 9

В 1901 году Шмидт построил особняк и контору П. П. Форостовского — одно из самых удачных своих произведений. Двухэтажный особняк с асимметричным планом уже относится к раннему, несколько сдержанному модерну. Особое внимание здесь, как и в других своих постройках, Шмидт уделяет качеству материала и деталям.
В 1899 году Шмидт переехал в Павловск. Здесь он в 1902—1904 годах построил собственную дачу в «англо-саксонском стиле».
К 1907 году относится постройка женской гимназии Шаффе в стиле «рационального модерна». В её суровом лаконизме прослеживаются черты назревающего конструктивизма.
В 1912 году Шмидт построил доходный дом Кёнига. В его деталях угадываются неоклассические черты, — своеобразная дань моде, но, в целом, это произведение остается в русле модерна. Это массивное здание становится одной из последних больших построек Шмидта.
В 1911—1914 гг. в Царском Селе по проекту Шмидта построен дворец княгини Ольги Палей. До наших дней это неоклассическое произведение в духе французских дворцов дошло в сильно искажённом виде.

### Жизнь в Германии
Революция 1917 года заставила семейство Шмидтов думать о переезде на историческую родину. Осенью 1918 года Шмидты покинули Россию. В Германии Шмидт сменил много рабочих мест, но к архитектурной деятельности вернуться уже не смог.
Скончался Карл Шмидт 8 августа 1945 года вблизи Магдебурга.

## Постройки

### В Санкт-Петербурге
- 1897—1898 — Особняк В. В. Тиса. Съезжинская ул., 3.
- 1897—1899 — Здание Александринского женского приюта. Большой пр. В. О., 49-51
- 1897 — Готический павильон во дворе особняка А. Ф. Кельха при перестройке особняка В. И. Чагиным и В. И. Шёне (предположительно).
- 1898 — Производственные сооружения механического завода «Новый Лесснер». Выборгская наб., 47, двор / ул. Александра Матросова, 1, двор.
- 1898—1899 — Производственное здание товарищества Невской ниточной мануфактуры. Выборгская наб., 19
- 1899, 1910—1913. — Комплекс зданий телефонного завода русского акционерного общества «Л. М. Эриксон и Ко». Б. Сампсониевский пр., 60 / Гельсингфорская ул., 2.
- 1899—1900 — Здание ювелирной фирмы К. Г. Фаберже. Б. Морская ул., 24.  памятник архитектуры (региональный)
- 1900 — Производственное здание Товарищества Невской ниточной мануфактуры. Лифляндская ул., 3, двор.
- 1900—1901 — Особняк и контора П. П. Форостовского. 4-я линия В. О., 9.  памятник архитектуры (федеральный)
- 1900—1904 — Собственная дача в Павловске. Звериницкая ул., 29\2-я Краснофлотская ул., 7. ГМЗ «Павловск»  памятник архитектуры (региональный)[1][2][3]
- 1901—1902 — Собственный доходный дом. Херсонская ул., 13 / Перекупной пер., 12.  памятник архитектуры (региональный)
- 1901—1902 — Доходный дом Г. А. Шульце. Ул. Куйбышева, 22[4].  памятник архитектуры (региональный)
- 1902 — Доходный дом С. С. Лентца. 13-я линия, 16.
- 1903 — Особняк А. П. Букналл. Сохранилась только ограда с воротами. Лахтинская ул., 5.
- 1907 — Новое здание для женской гимназии Э. П. Шаффе. 5-я линия, 16.
- 1911 — Электростанция в Павловске. Парк Мариенталь.
- 1911—1912 — Доходный дом Л. Л. Кёнига. Кронверкский пр., 77 / ул. Блохина, 2.
- 1911—1914 — Дворец княгини Ольги Палей и великого князя Павла Александровича в Царском Селе (Пушкин). Советский пер., 3. Перестроен.
- 1913 — Павильон Росси в Павловске. По проекту архитектора К. И. Росси (1816), совместно со скульптором В. А. Беклемишевым.

### В других местах
- 1901—1905 — Казармы Рождественской мануфактуры П. В. Берга. Тверь. Ул. Спартака, 43, 44, 45. памятник архитектуры (региональный)
- 1905 — Перестройка имения Буксгевден[эст.] (усадебный дом Э. Г. Кирштена). Эстония, волость Кадрина, деревня Неерути.
- 1911 — Перестройка в камне усадебного дома графа С. А. Строганова в Волышове. (Деревянное здание построено по проекту М. А. Макарова в 1870 г.).

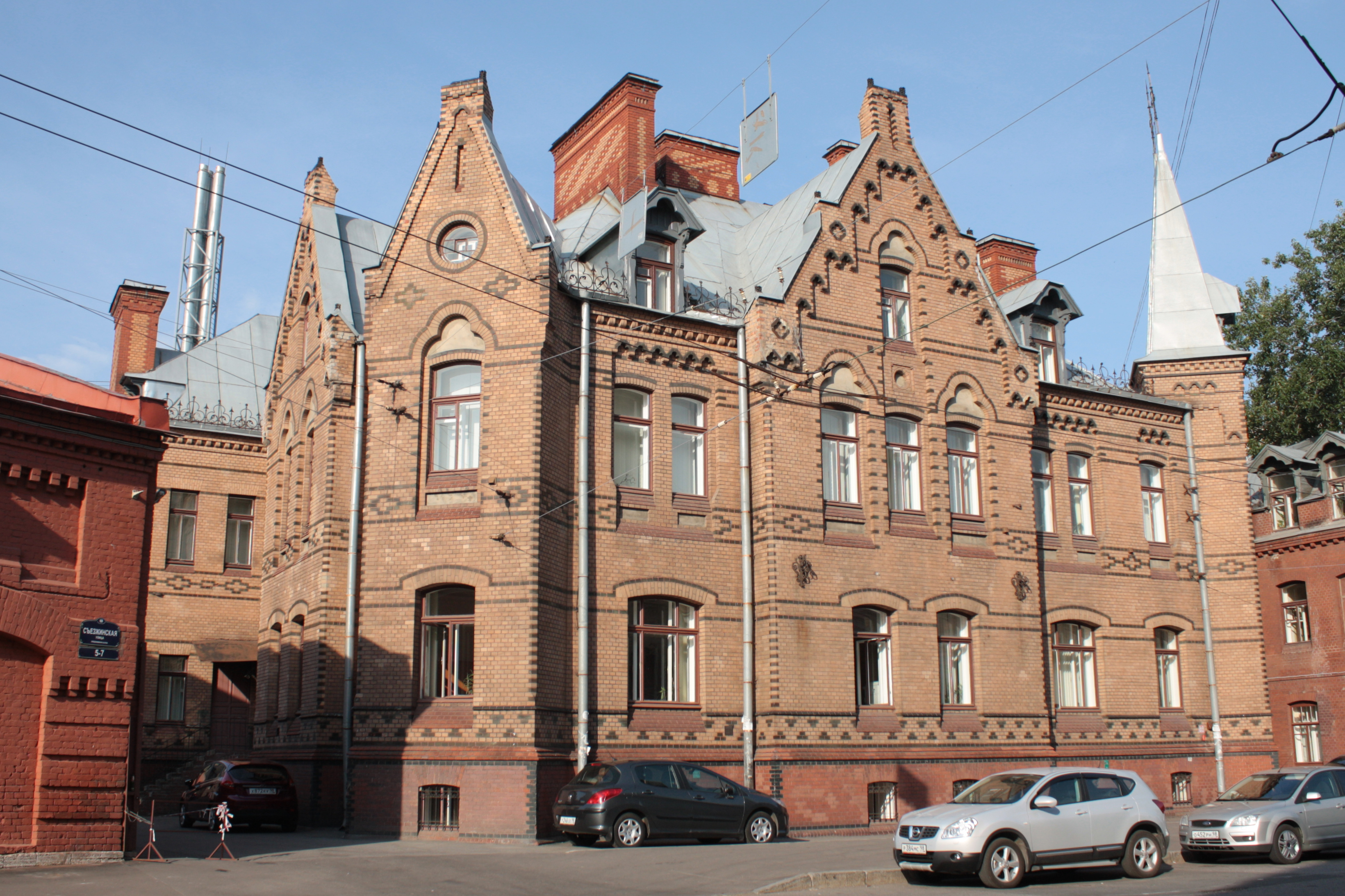
Особняк В. В. Тиса
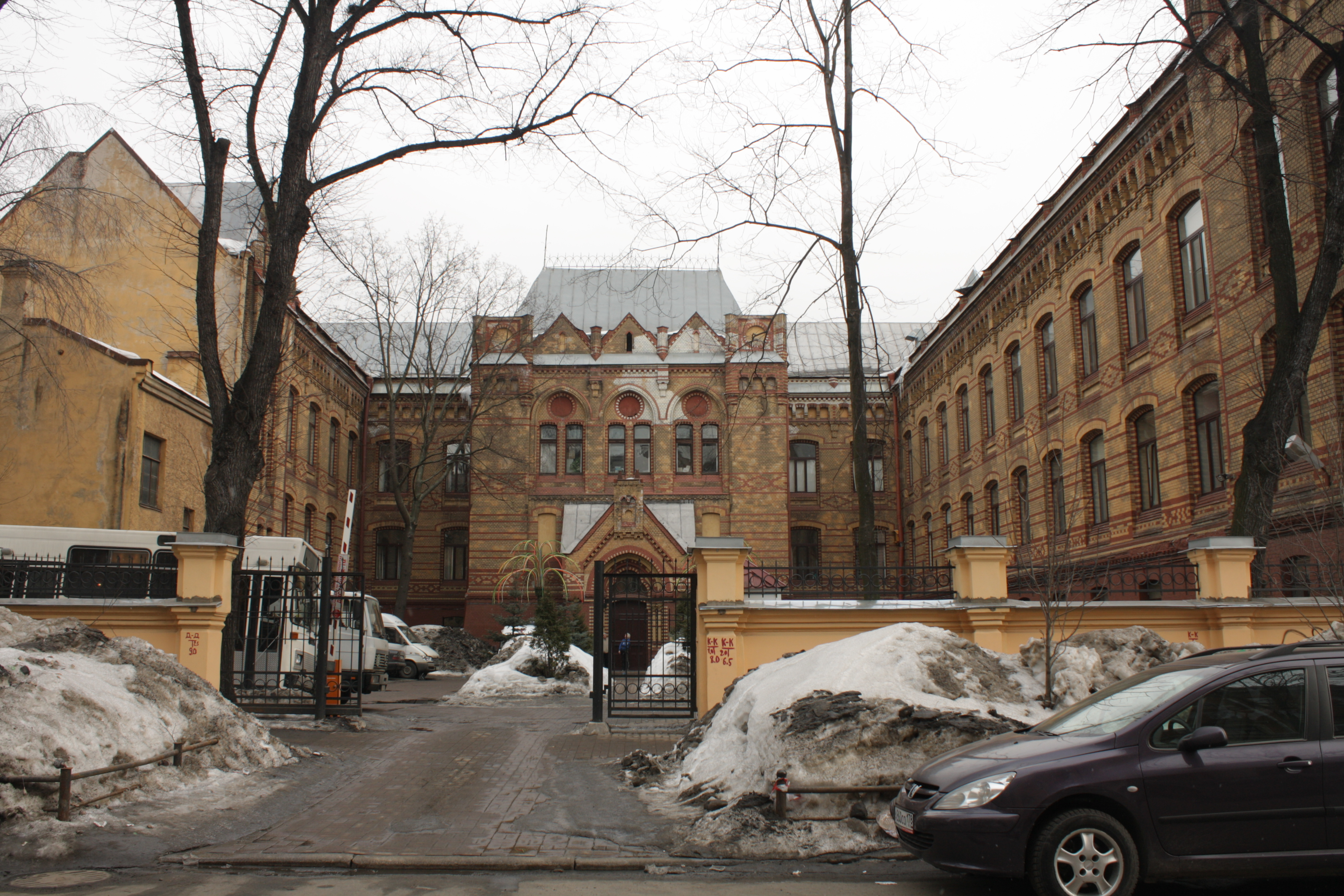
Александринский женский приют
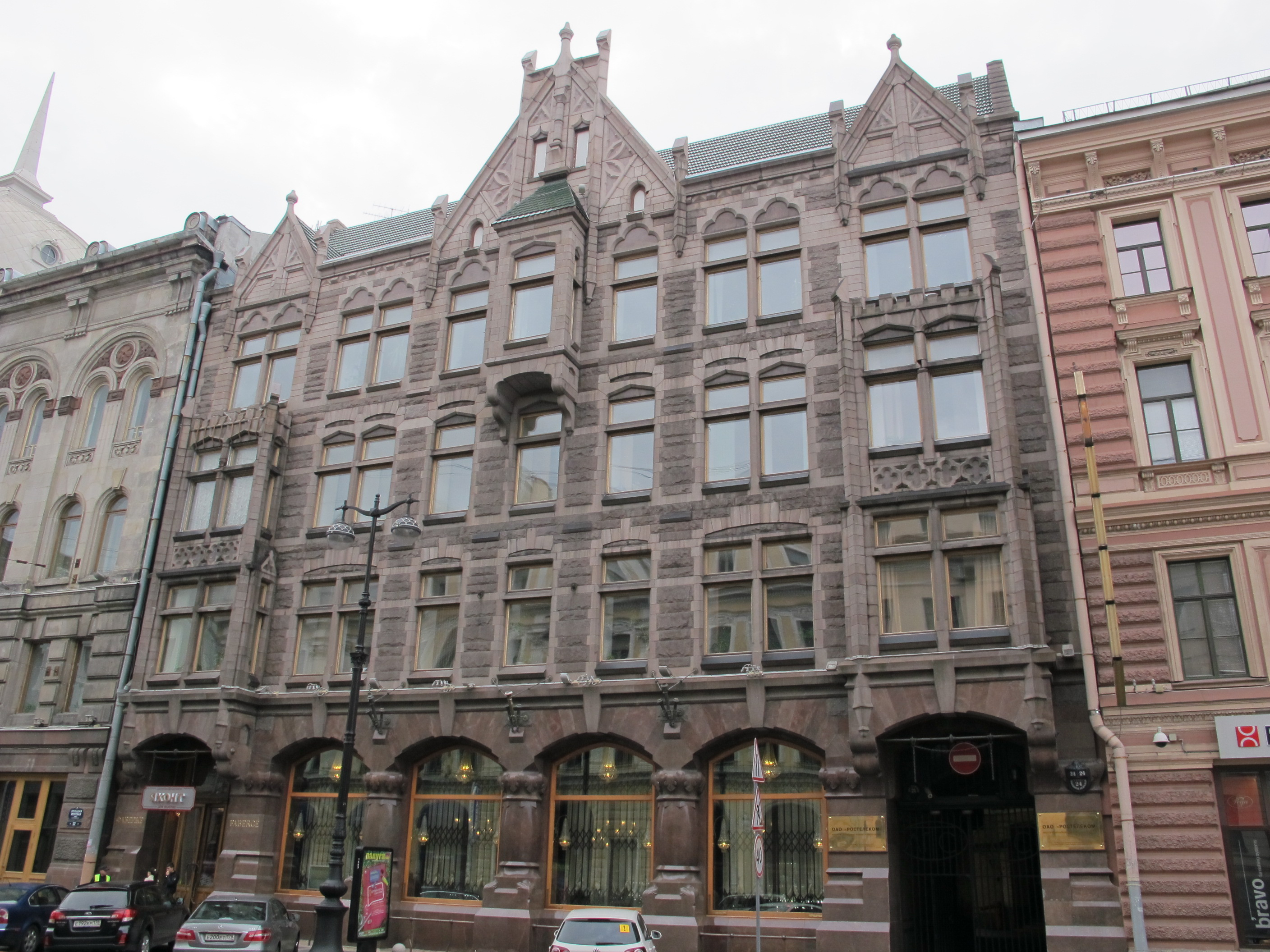
Здание фирмы К. Г. Фаберже
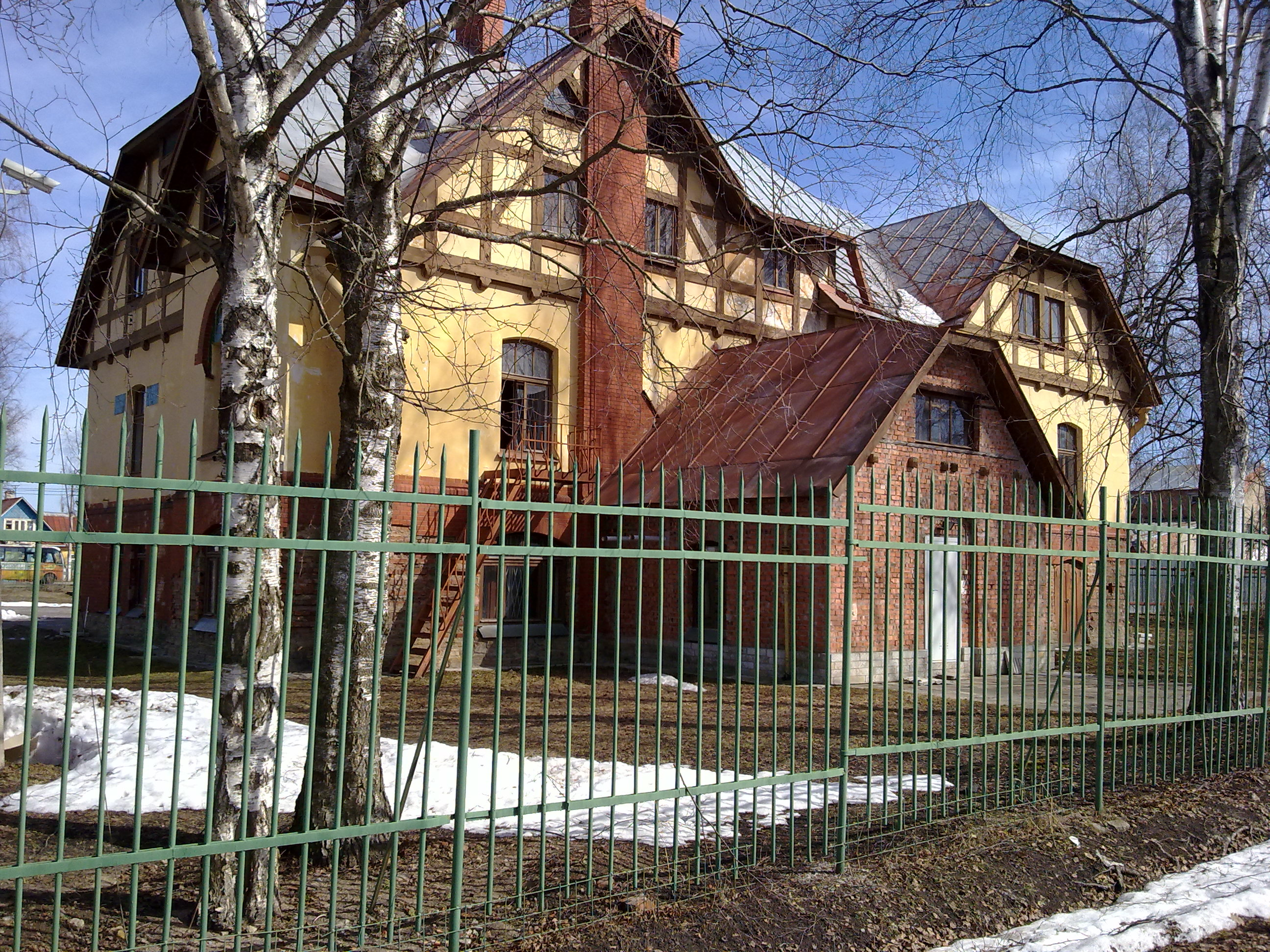
Собственная дача в Павловске
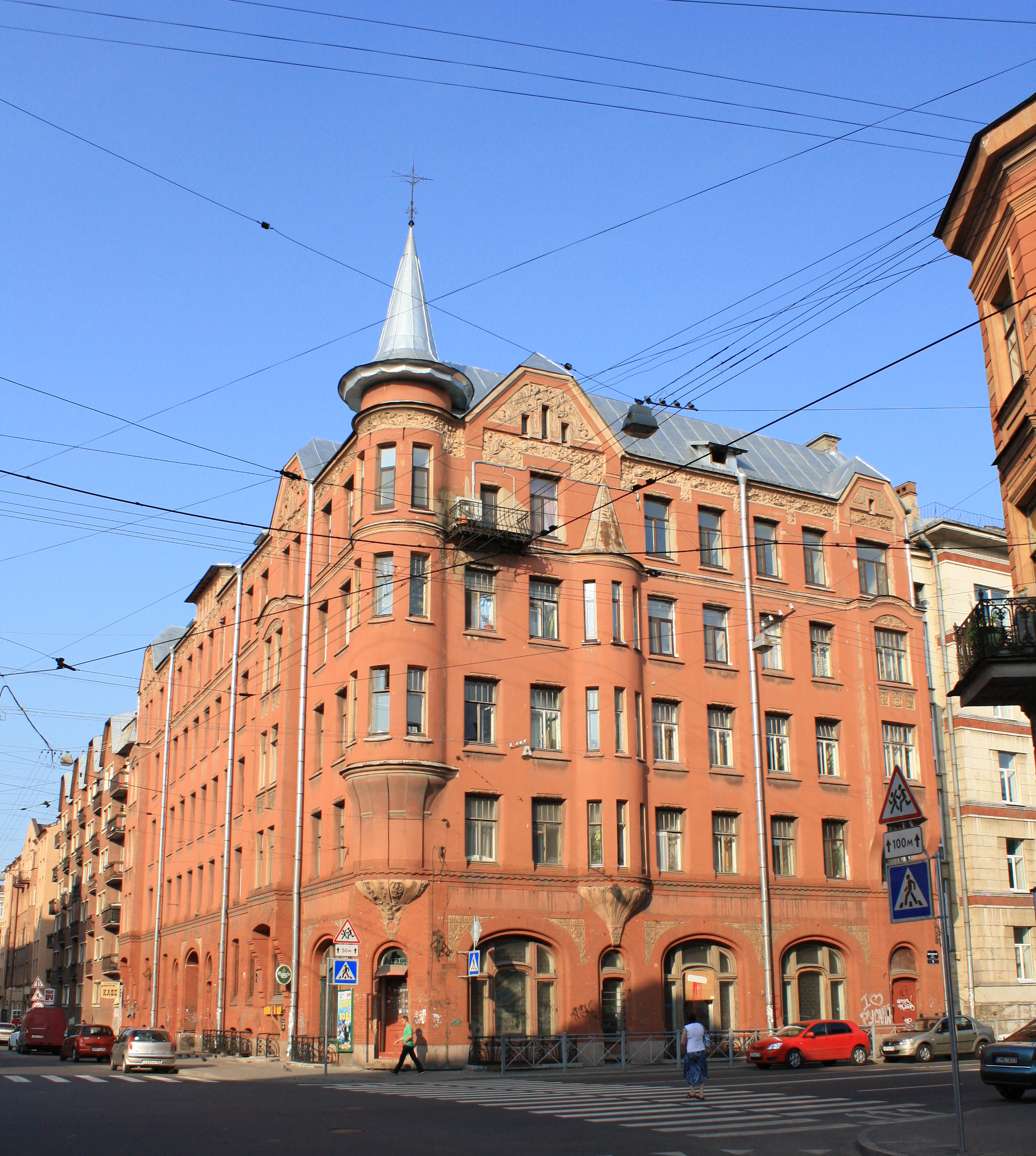
Собственный доходный дом
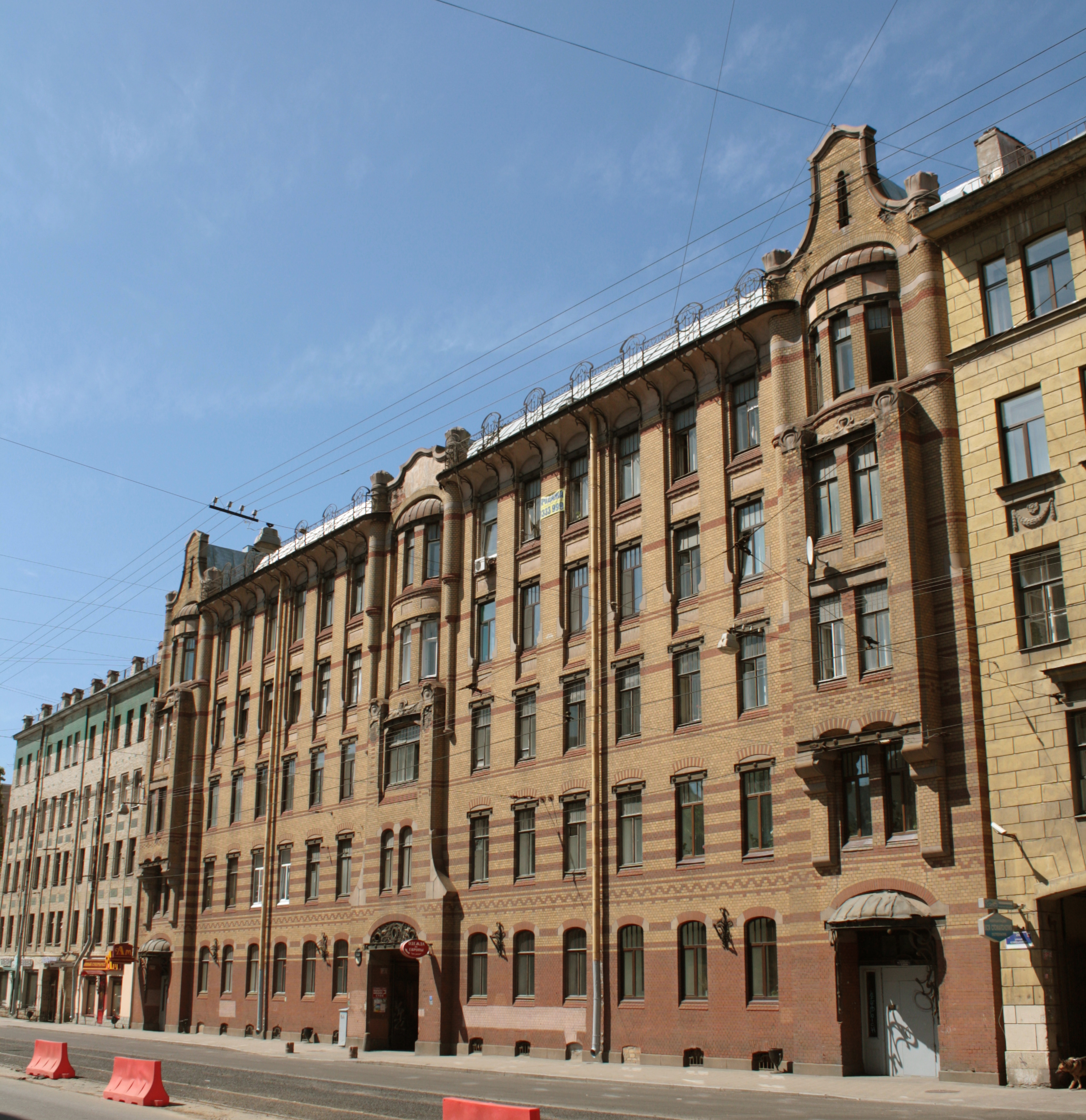
Доходный дом Г. А. Шульце
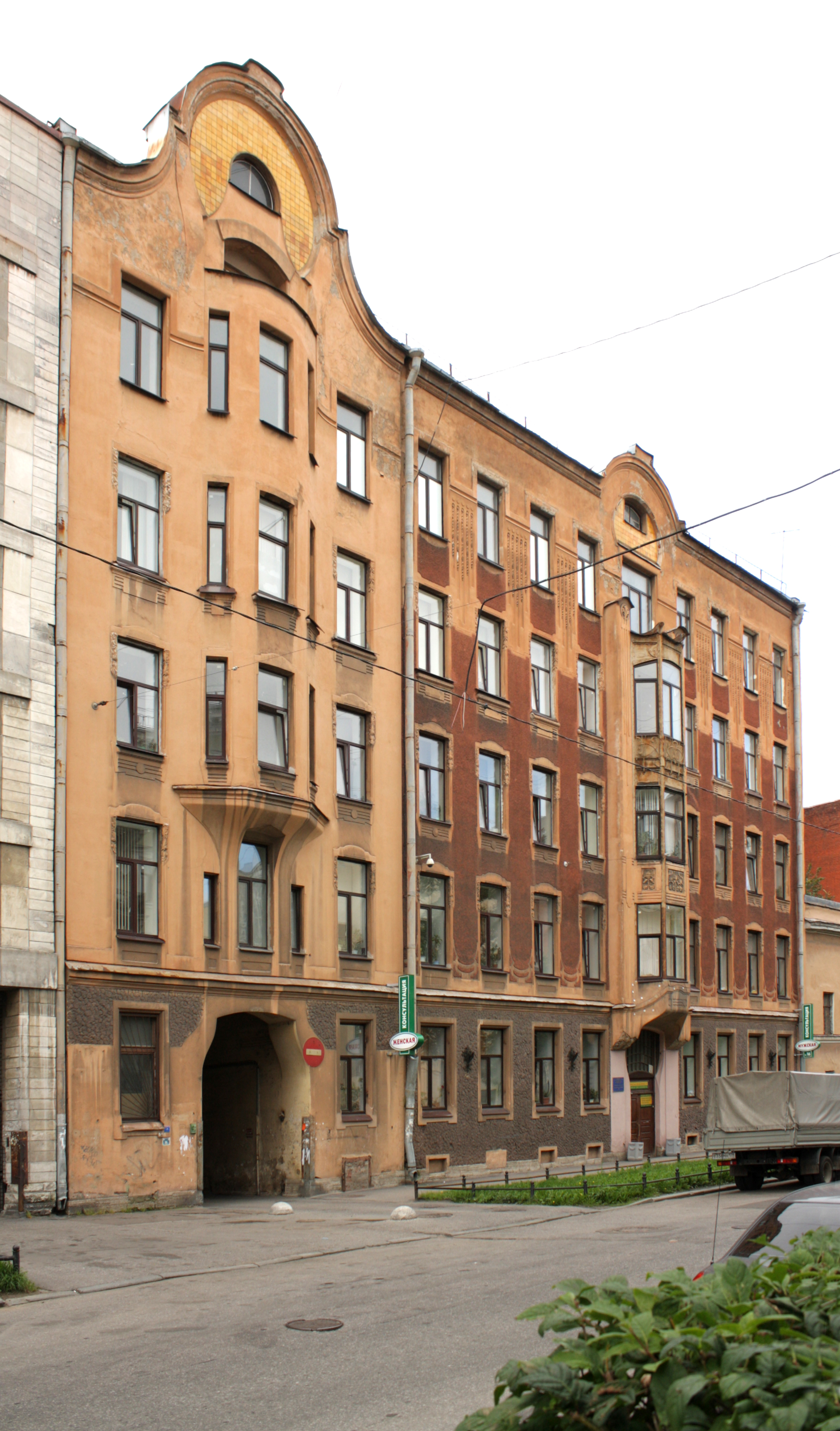
Доходный дом С. С. Ленца
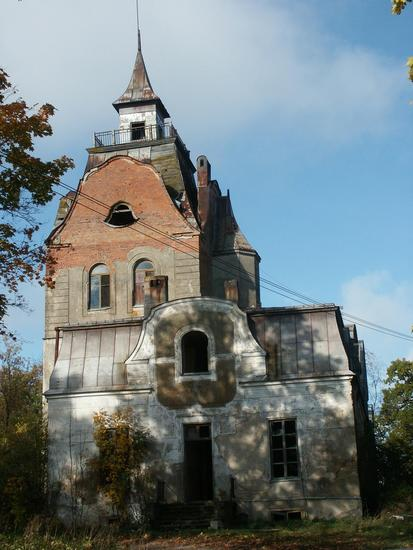
Усадебный дом Э. Г. Кирштена в Эстонии
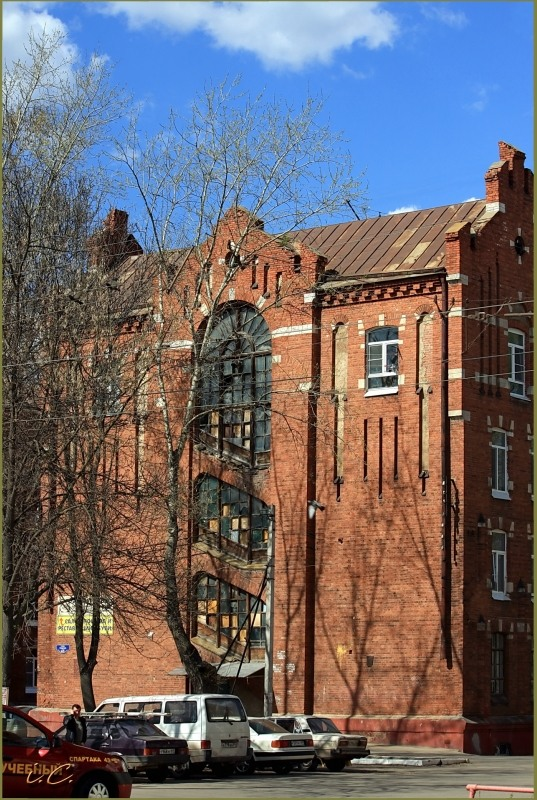
Казармы мануфактуры П. В. Берга в Твери
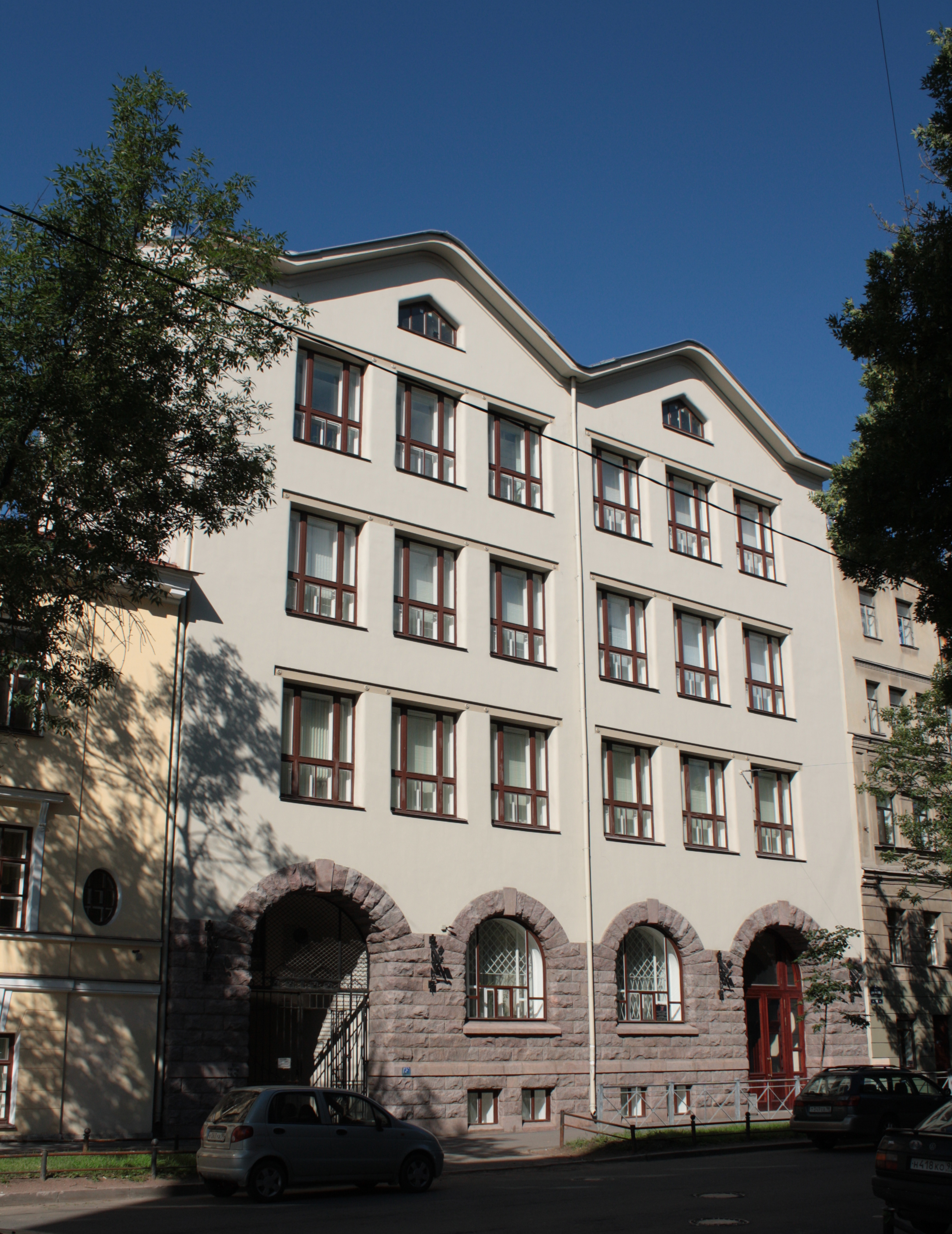
Гимназия Э. П. Шаффе
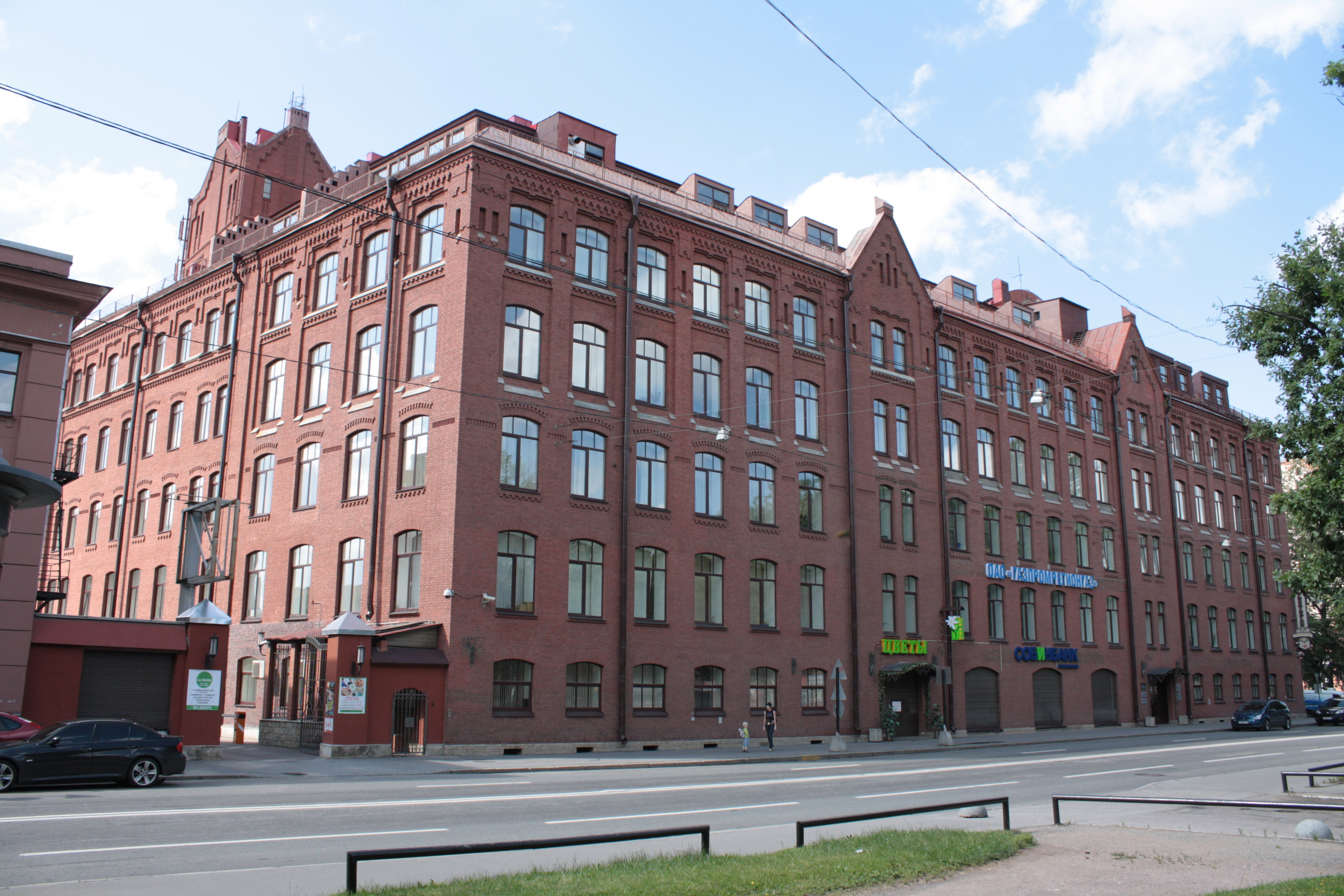
Телефонный завод Эриксона
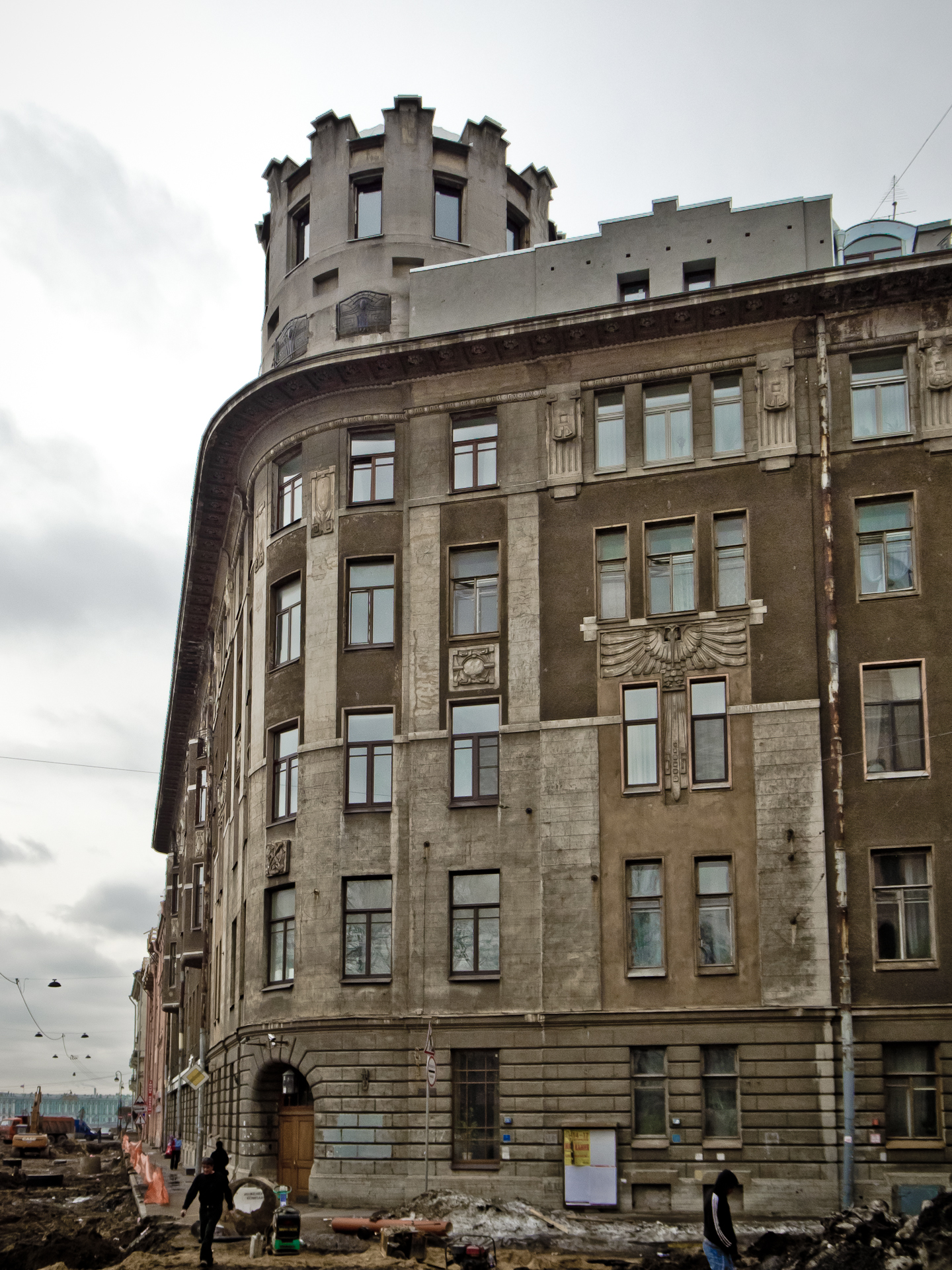
Доходный дом Л. Л. Кёнига
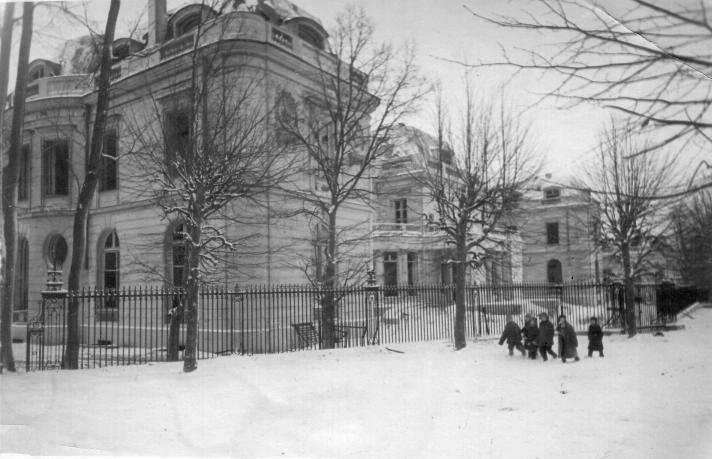
Дворец О. В. Палей в Царском Селе
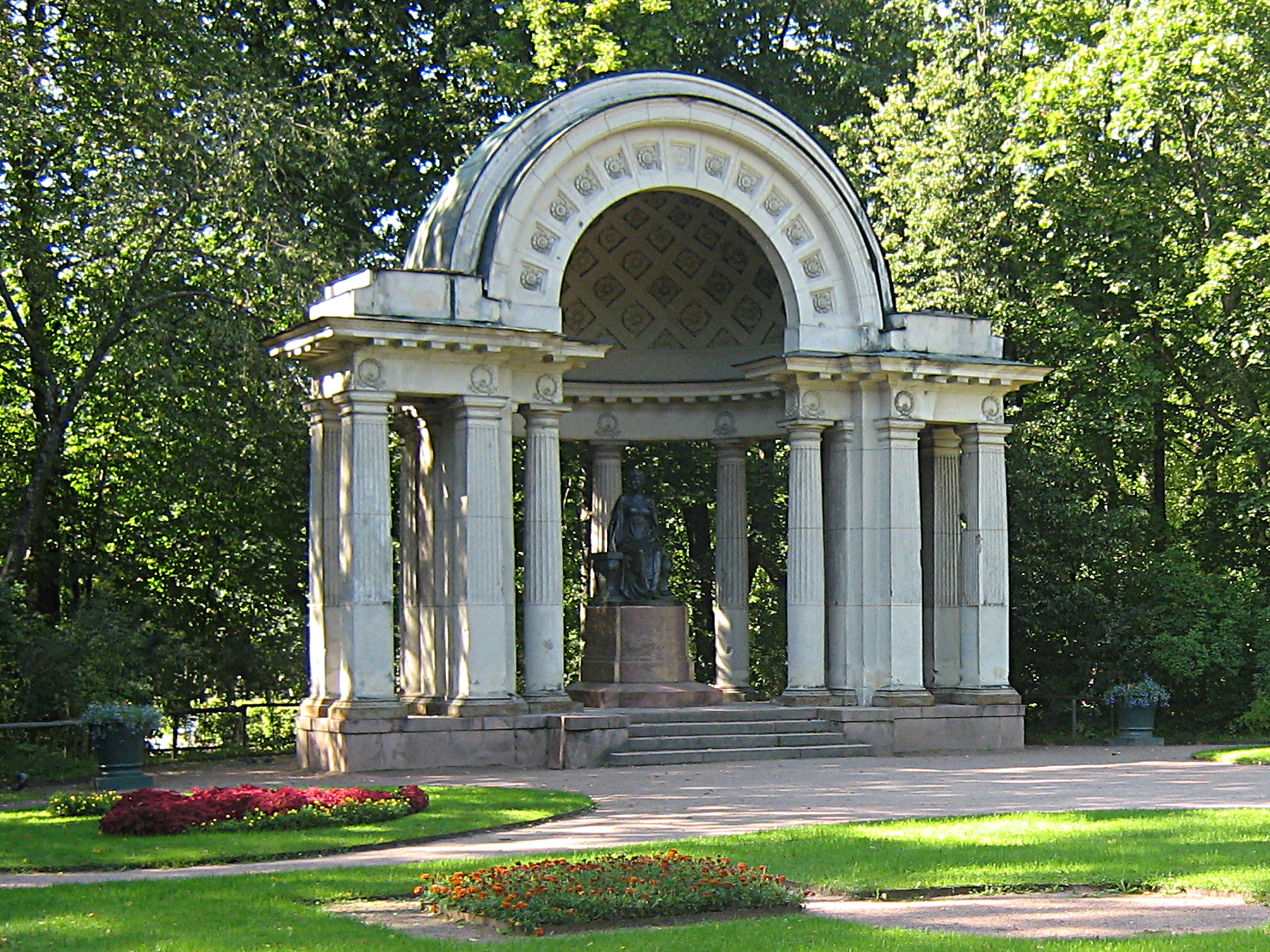
Павильон Росси (по проекту К. И. Росси 1816 года)

## Вклад в филателию
К. К. Шмидт по праву относится к первым коллекционерам и теоретикам филателии в России. Будучи сам активным филателистом, Карл Шмидт поддерживал дружеские отношения с сыном Карла Фаберже — Агафоном, коллегой по увлечению и филателистическим исследованиям[≡][≡].
В Германии К. Шмидт смог завершить работу над своим каталогом марок земской почты (так называемый «Большой Шмидт»), который был издан в 1932 году на немецком языке[≡].В 1933 году он передал свою коллекцию русских марок в Берлинский музей коммуникаций[≡].

## Избранные труды
Среди собирателей земских почтовых марок до сих пор пользуются спросом следующие каталожные работы Шмидта:
- Schmidt C., Fabergé A. Die Postwertzeichen der russischen Landschaftsaemter: Beitraege zur Kunde dieser Marken. Achtyrka — Donez. — Dresden, Germany: Sektion «St.-Petersburg» des Internationalen Philatelisten Vereins «Dresden», 1900a. — Bd. 1. — 410 S. (нем.)[^][^][^] (Дата обращения: 1 февраля 2016) Архивировано 4 марта 2011 года.
- Schmidt C., Fabergé A. Die Postwertzeichen der russischen Landschaftsaemter: Beitraege zur Kunde dieser Marken. Duchowschtschina — Kusnezk. — Dresden, Germany: Sektion «St.-Petersburg» des Internationalen Philatelisten Vereins «Dresden», 1900b. — Bd. 2. — 368 S. (нем.)[^][^] (Дата обращения: 1 февраля 2016) Архивировано 4 марта 2011 года.
- Schmidt C. Die Postwertzeichnen der russischen Landschaftsämter. — Charlottenburg, Germany, 1932. (нем.)[^][^][^]
- Schmidt C. Sammlung russischer Landschaftsmarken im Museum für Kommunikation Berlin: Katalogmässig / Bearbeitet und mit Schätzungspreisen versehen von C. Schmidt. — Berlin—Lichterfelde, Germany: Selbstverlag des Verfassers, [1934]. — 198 S. (нем.)[^][^]

Филателистические труды Карла Шмидта
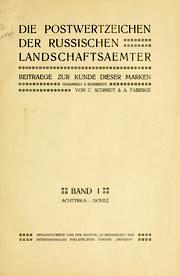
Шмидт и Фаберже (1900a)[≡]
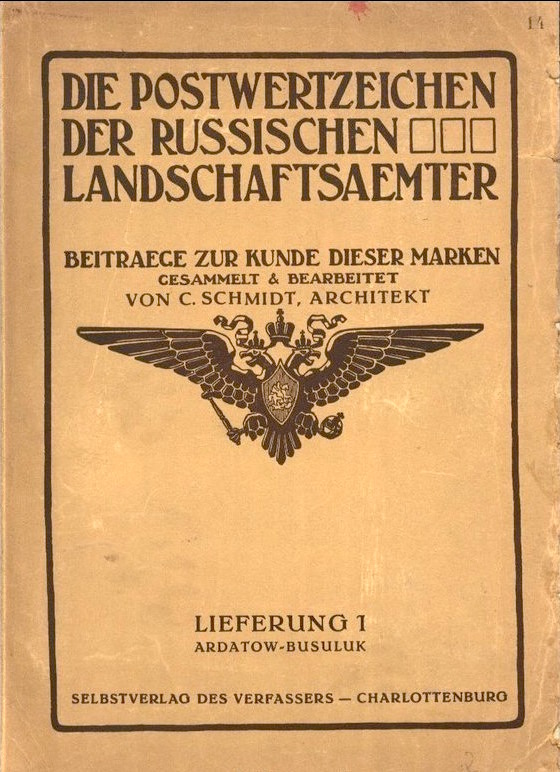
Каталог «Большой Шмидт» (1932)[≡]
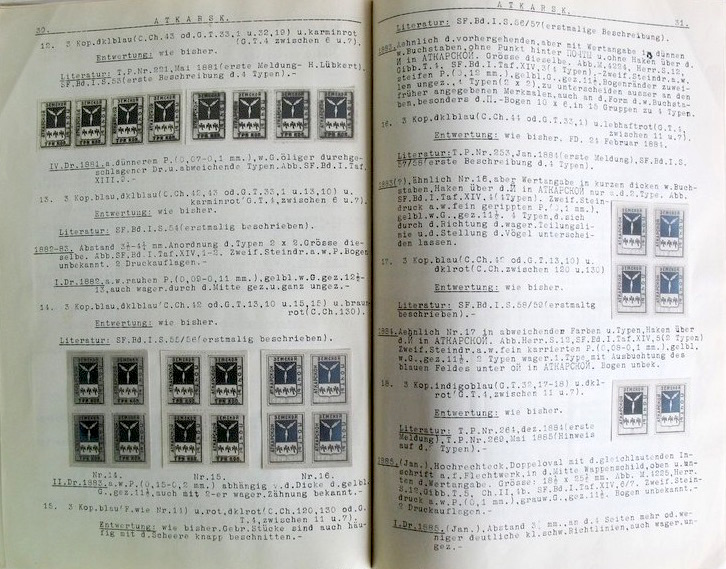
Страницы из «Большого Шмидта» (1932)[≡]
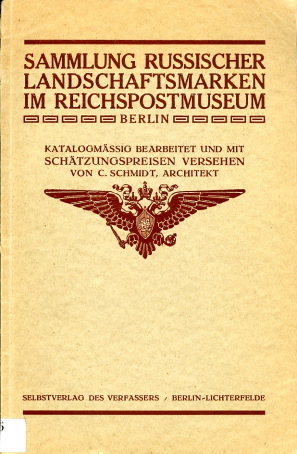
Шмидт (1934)[≡]